# Łoniewo (Grande-Pologne)
Pour les articles homonymes, voir Łoniewo.
Łoniewo (prononciation : [wɔˈɲevɔ]) est un village polonais de la gmina d'Osieczna dans le powiat de Leszno de la voïvodie de Grande-Pologne dans le centre-ouest de la Pologne.
Il se situe à environ 3 kilomètres au sud d'Osieczna (siège de la gmina), à 9 kilomètres au nord-est de Leszno (siège du powiat) et à 60 kilomètres au sud de Poznań (capitale régionale).

## Histoire
De 1975 à 1998, le village faisait partie du territoire de la voïvodie de Leszno.

Depuis 1999, Łoniewo est situé dans la voïvodie de Grande-Pologne.